# Meris Šehović
Pour les articles homonymes, voir Šehović.
 (février 2022).
La mise en forme du texte ne suit pas les recommandations de Wikipédia : il faut le « wikifier ».
Les points d'amélioration suivants sont les cas les plus fréquents :
- Les titres sont pré-formatés par le logiciel. Ils ne sont ni en capitales, ni en gras.
- Le texte ne doit pas être écrit en capitales (les noms de famille non plus), ni en gras, ni en italique, ni en « petit »…
- Le gras n'est utilisé que pour surligner le titre de l'article dans l'introduction, une seule fois.
- L'italique est rarement utilisé : mots en langue étrangère, titres d'œuvres, noms de bateaux, etc.
- Les citations ne sont pas en italique mais en corps de texte normal. Elles sont entourées par des guillemets français : « et ».
- Les listes à puces sont à éviter, des paragraphes rédigés étant largement préférés. Les tableaux sont à réserver à la présentation de données structurées (résultats, etc.).
- Les appels de note de bas de page (petits chiffres en exposant, introduits par l'outil «  Source ») sont à placer entre la fin de phrase et le point final[comme ça].
- Les liens internes (vers d'autres articles de Wikipédia) sont à choisir avec parcimonie. Créez des liens vers des articles approfondissant le sujet. Les termes génériques sans rapport avec le sujet sont à éviter, ainsi que les répétitions de liens vers un même terme.
- Les liens externes sont à placer uniquement dans une section « Liens externes », à la fin de l'article. Ces liens sont à choisir avec parcimonie suivant les règles définies. Si un lien sert de source à l'article, son insertion dans le texte est à faire par les notes de bas de page.
- La présentation des références doit suivre les conventions bibliographiques. Il est recommandé d'utiliser les modèles {{Ouvrage}}, {{Chapitre}}, {{Article}}, {{Lien web}} et/ou {{Bibliographie}}. Le mode d'édition visuel peut mettre en forme automatiquement les références.
- Insérer une infobox (cadre d'informations à droite) n'est pas obligatoire pour parachever la mise en page.

Pour une aide détaillée, merci de consulter Aide:Wikification.
Si vous pensez que ces points ont été résolus, vous pouvez retirer ce bandeau et améliorer la mise en forme d'un autre article.
Meris Šehović, né le 14 septembre 1991 à Belgrade, est un politologue et homme politique luxembourgeois. Depuis le 9 juillet 2020, il est président du parti Les Verts. 

## Enfance, éducation, vie personnelle
Peu après sa naissance, la famille de Šehović quitte la Yougoslavie en guerre et se réfugie au Luxembourg. Šehović a passé ses examens de fins d’études secondaires au lycée classique d'Echternach. En 2011, il entreprend a des études de sciences politiques et de droit à l'université Louis-et-Maximilien de Munich. En 2013, il poursuit ses études à l'Institut d'études politiques de Paris dans le cadre du programme Erasmus, les achevant un an plus tard, en 2014, à Munich.

## Parcours politique
En 2011, Šehović devient membre des Verts. Lors du scandale SREL qui bouleverse le Luxembourg en 2012-2013, Šehović suit le travail de la commission d’enquête de la Chambre des députés et offre des analyses sur son blog politique. En même temps, il devient membre de déi jonk gréng, mouvement de jeunesse du parti écologiste, et fait campagne pour une réforme de la loi sur les services secrets et la démission du gouvernement Juncker-Asselborn. De 2013 à 2017, il est membre du comité exécutif de déi jonk gréng. De 2017 à 2020, il représente le mouvement en tant que porte-parole.

## Politique européenne
En 2013, à l'âge de 22 ans, Šehović devient chef de bureau et porte-parole du député européen Claude Turmes. En tant que conseiller politique, il soutient le travail législatif du député sur plusieurs directives et règlements de l'UE dans les domaines de l'environnement, du climat, de l'industrie et du commerce (paquet de l'UE sur l'économie circulaire, Right2Water, les normes d'émission de CO2 pour les nouvelles voitures particulières) et assiste le travail du député au sein de la commission d'enquête du Parlement européen sur le scandale du diesel VW.
En 2019, Šehović se présente aux élections européennes en tant que candidat tête de liste avec Tilly Metz.

## Présidence du parti écologiste luxembourgeois
Après la démission de Christian Kmiotek de la présidence du parti, Šehović lui succède à la tête du parti au congrès du 9 juillet 2020. Son mandat et celui de sa coprésidente Djuna Bernard est renouvelé pour une durée de trois ans lors du congrès du parti en date du 20 mars 2021.

## Engagement associatif
Depuis 2020, Šehović est membre de l'équipe de réflexion du Centre luxembourgeois contre la radicalisation (respect.lu). 
En reconnaissance de son engagement national et européen, il est nommé Europe Future Leader dans la cohorte 2020 par le Bureau des Affaires étrangères et du Commonwealth.